# Жан II де Мероде
Рейхсграф (с 1622) Жан (Иоганн) II де Мероде (Jean de Merode-Waroux) (1588/1589 — 8 июля 1633 года) — императорский фельдцейхмейстер, участник Тридцатилетней войны.

## Биография
Представитель известного бельгийского дворянского рода, католик. Начал военную карьеру в испанской армии, вскоре перешёл на службу императору Священной Римской империи Рудольфу II. С началом Тридцатилетней войны в 1619 году направлен в Богемию под начало фельдмаршала Бюкуа, в 1620 году сражался на Белой Горе, в 1622 году получил от императора Фердинанда II титул рейхсграфа.
В следующем году получил должность полковника. Действовал под началом Валленштейна в Швейцарии и Италии, в 1627 году завоевал остров Фемарн, в 1629 году со своим полком прорвался через Альпы и принял участие в войне за Мантуанское наследство.
С 1631 года — генерал-фельдвахтмейстер (генерал-майор) императорской армии, сражался в Вестфалии и Нижней Саксонии, захватил Вольфенбюттель и Гильдесгейм.
В битве при Лютцене (16 ноября 1632 года) обеспечил отступление армии Валленштейна, 10 декабря 1632 года получил должность фельдцейхмейстера.
Пал в битве при Ольдендорфе 8 июля 1633 года.